# Harles und Jentzsch
Die Harles und Jentzsch GmbH ist ein deutsches Chemieunternehmen, das sich auf die Verarbeitung und den Vertrieb tierischer und pflanzlicher Öle/Fette sowie deren Derivate spezialisiert hat. Es stellt Futterfette als Futtermittel beziehungsweise Mischfutter-Bestandteil für den Agrarbereich sowie Chemiefette als technische Chemikalien für die Papierindustrie und die Chemische Industrie her. Das 1980 gegründete Unternehmen wird in der Rechtsform einer GmbH geführt, der Unternehmenssitz befindet sich seit Mitte der 1990er-Jahre in Uetersen in Schleswig-Holstein.
Das Unternehmen steht im Mittelpunkt eines Futtermittelskandals („Dioxin-Skandal“), der Ende 2010 bekannt wurde und bei dem nach Behördenangaben mindestens 3.000 Tonnen dioxinbelastetes Futterfett zur Weiterverarbeitung an zahlreiche deutsche Futtermittelhersteller geliefert wurde. Wo das belastete Fett überall von dort aus hingelangte und welche Mengen an Nahrungsmitteln wie stark belastet sind, blieb größtenteils unklar.
Am 12. Januar 2011 stellte die Harles und Jentzsch GmbH beim Amtsgericht Pinneberg Antrag auf Eröffnung eines Insolvenzverfahrens. Am 1. Mai 2011 eröffnete das Amtsgericht Pinneberg das Insolvenzverfahren über das Vermögen der Harles und Jentzsch GmbH.

## Unternehmen

### Unternehmensprofil und -struktur

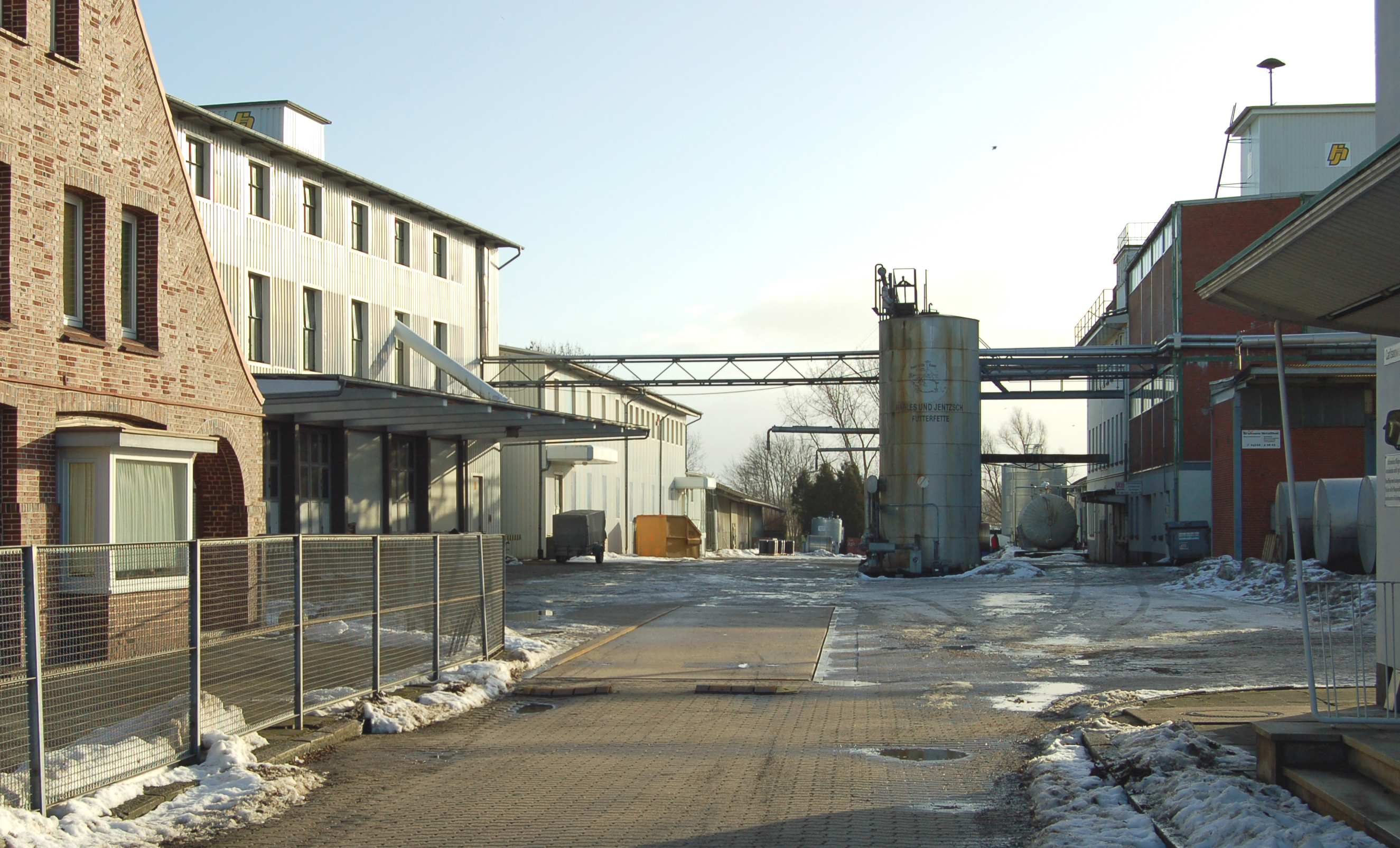
Betriebsgelände in Uetersen (2011)

Harles und Jentzsch produziert unter anderem Futterfette für Schweine, Rinder, Geflügel und Legehennen. Außerdem stellt das Unternehmen technische Fettsäuren für die Industrie her. Die Agrar- und Chemie-Produkte werden unter der einheitlichen Markenbezeichnung HAJENOL verkauft, wobei die verschiedenen Einzelprodukte durch Zusatzbezeichnungen gekennzeichnet werden.
Die Futterfette werden größtenteils direkt und teils über spezielle Weiterverarbeiter an die Mischfutterindustrie geliefert und dort Futtermitteln beigemischt. Die Chemiefette werden direkt an Abnehmer in der Chemischen Industrie sowie über spezielle Weiterverarbeitungsbetriebe an die Papierindustrie geliefert. Die Vertriebsgebiete umfassen jeweils ganz Europa.
Produktionsstandort und Unternehmenssitz ist die Stadt Uetersen, die im schleswig-holsteinischen Kreis Pinneberg liegt und die zur Metropolregion Hamburg gehört. Der verkehrsgünstige Standort ermöglicht dem Unternehmen nach eigenen Angaben eine „kostengünstige Rohwarenbeschaffung aus allen Teilen der Welt über den Hamburger Hafen“.
Während des Geschäftsjahres 2006 wurde das Unternehmen bis November des Jahres durch Helmut Schwabe und Siegfried Sievert (* 1952) gemeinsam geführt, seit November 2006 ist Sievert alleiniger Geschäftsführer.
Nach eigenen Aussagen von Harles und Jentzsch wurde „bei der Spedition Lübbe in Bösel/Südoldenburg zur Zwischenlagerung der Futterfette ein weiteres Tanklager erstellt“, um „die Flexibilität und Lieferfähigkeit“ zu erhöhen. Dieser Standort – die Gemeinde Bösel im Landkreis Cloppenburg in Niedersachsen – liegt im Oldenburger Münsterland („Südoldenburg“), einer bis heute vor allem landwirtschaftlich geprägten Region mit der größten Dichte an Geflügel-, Schweine- und Rinderzuchtbetrieben (Massentierhaltung) in Deutschland und entsprechend hoher Nachfrage an Futtermitteln. Nach eigenen Angaben verfügt Lübbe Transport & Logistik auf deren dortigem Betriebsgelände über ein Tanklager mit einem Gesamtvolumen von gegenwärtig 480 Tonnen, zu dem auch eine Rühr- und Mischstation für Fette gehört.
Für die Qualitätssicherung betreibt Harles und Jentzsch nach eigenen Aussagen in Uetersen ein eigenes Labor und arbeitet mit Universitäten und wissenschaftlichen Instituten in der Forschung und Entwicklung zusammen. Das Unternehmen wurde 2008 rezertifiziert nach der Qualitätsmanagement-Norm DIN EN ISO 9001:2008, inklusive HACCP-Konzept und GMP. Außerdem wurde Harles und Jentzsch von der DEKRA im Oktober 2010 QS-zertifiziert.

### Kennzahlen

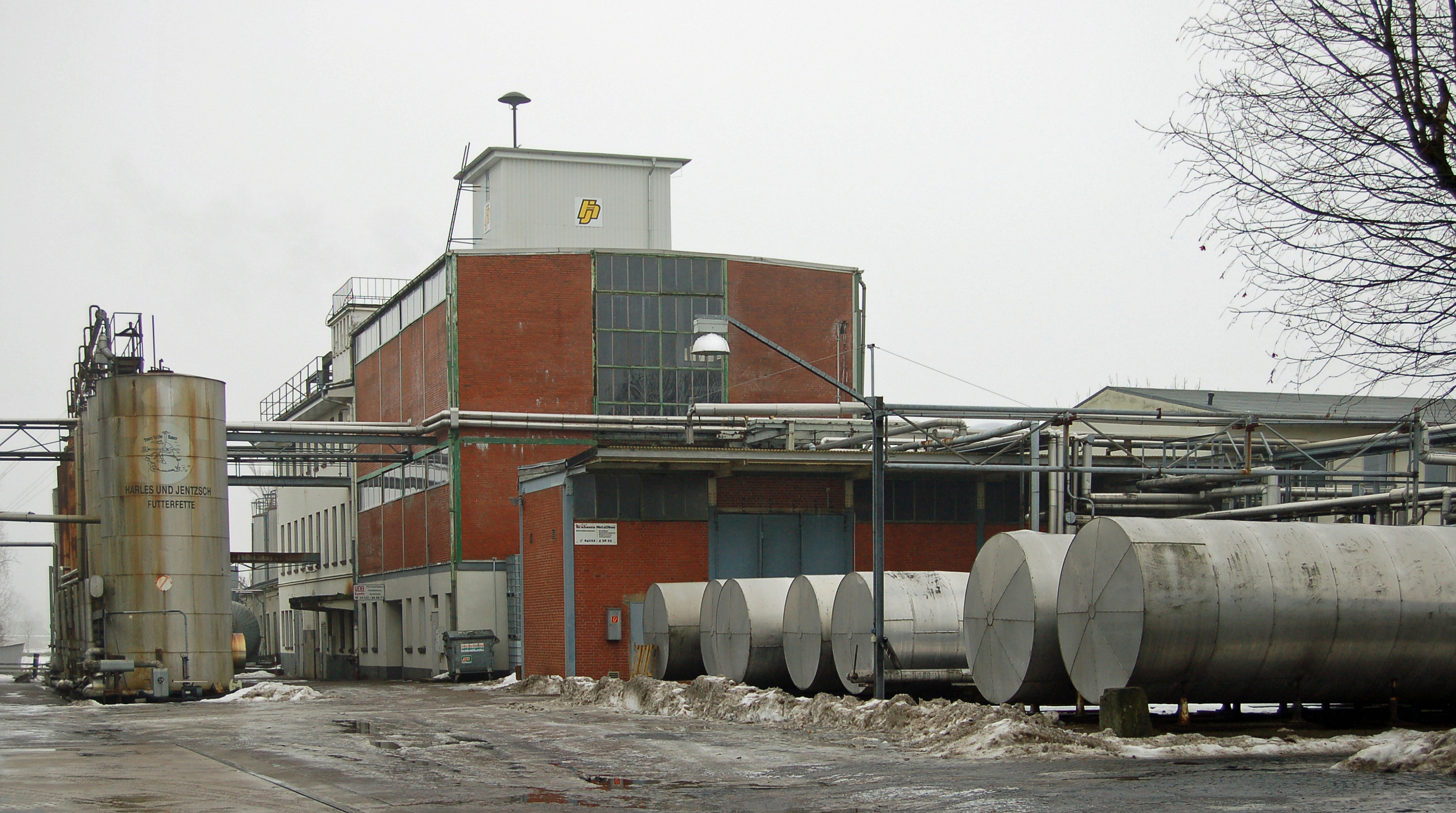
Produktionsanlagen und Lagertanks in Uetersen (2011)

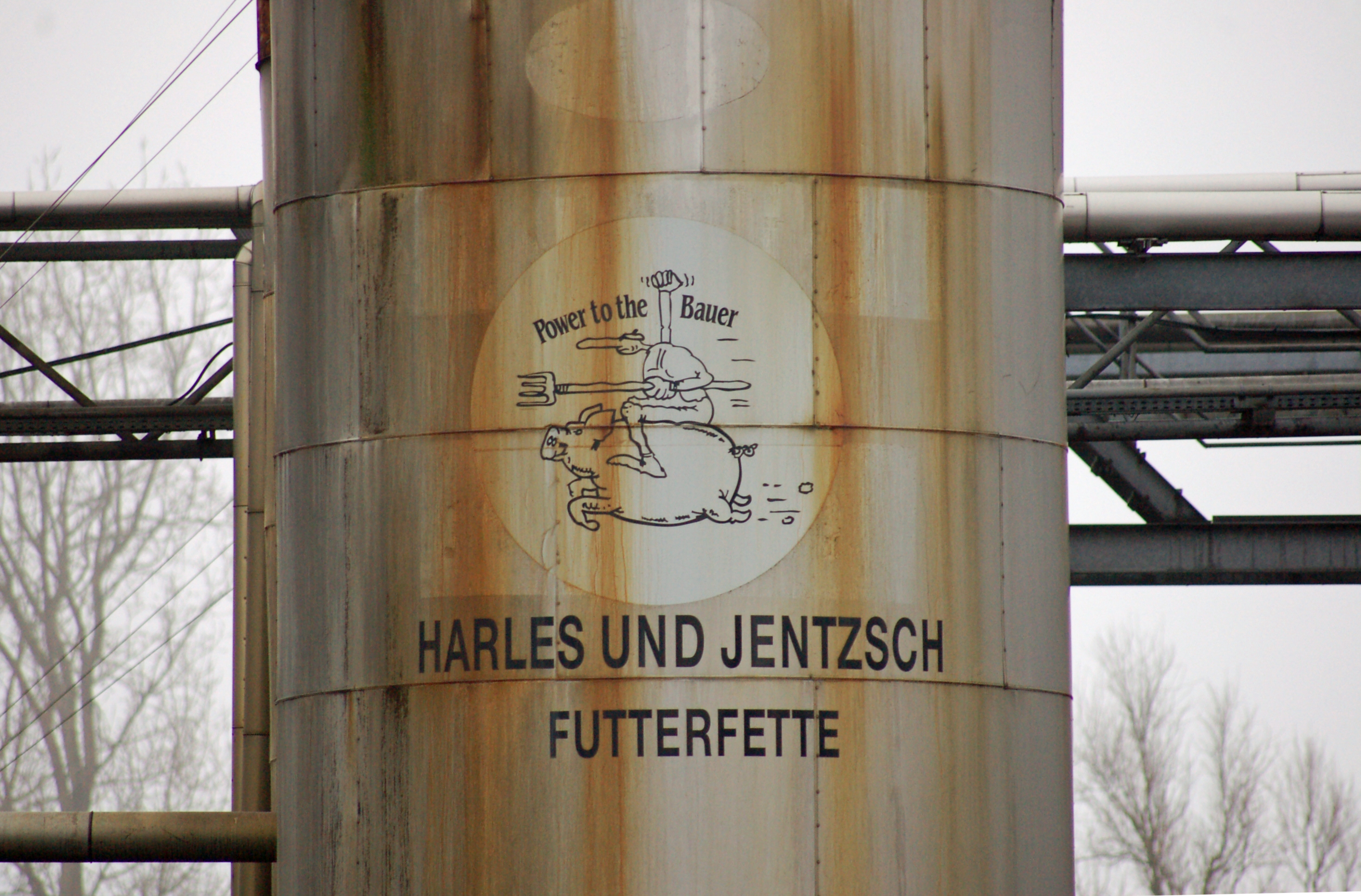
Lagertank in Uetersen (2011)

Das Unternehmen hat in den 2000er-Jahren seinen Umsatz kontinuierlich gesteigert und führt dies auf die hohe Nachfrage nach pflanzlichen und tierischen Ölen, Fetten und Fettnebenprodukten bei „gefestigtem Preisniveau“ zurück. Nach Angaben des Geschäftsführers Siegfried Sievert vom Januar 2011 lag der Jahresumsatz „zuletzt bei etwa 20 Millionen Euro“.
| Kennzahlen der Harles und Jentzsch GmbH                                                                       | Kennzahlen der Harles und Jentzsch GmbH | Kennzahlen der Harles und Jentzsch GmbH | Kennzahlen der Harles und Jentzsch GmbH | Kennzahlen der Harles und Jentzsch GmbH | Kennzahlen der Harles und Jentzsch GmbH |
| --- | --------------------------------------- | --------------------------------------- | --------------------------------------- | --------------------------------------- | --------------------------------------- |
| | 2005                                    | 2006                                    | 2007                                    | 2008                                    | 2010                                    |
| Bilanz – Aktiva (in Millionen €)                                                                              | 4,3                                     | 4,9                                     | 7,2                                     | 9,3                                     |                                         |
| Jahresüberschuss (in Millionen €)                                                                             | 0,6                                     | 0,7                                     | 1,8                                     | 2,4                                     |                                         |
| Mitarbeiter (im Jahresdurchschnitt)                                                                           | k. A.                                   | 7                                       | 12                                      | 13                                      | 15                                      |
| Legende: k. A. = keine Angaben bzw. nicht bekannt; Ergebnisse 2005 wurden dem Jahresabschluss 2006 entnommen. |                                         |                                         |                                         |                                         |                                         |

Für das Geschäftsjahr 2008 wies das Unternehmen einen Jahresüberschuss von 2,4 Millionen Euro aus.

### Geschäftsfelder
Als Geschäftsfelder werden in den Jahresabschlüssen 2006–2008 genannt:
- Futterfette für die Lieferung in die Mischfutterindustrie
- Deinking-Seifen und Deinking-Fettsäuren für die Lieferung über Weiterverarbeitungsbetriebe in die Papierindustrie
- pansengeschützte Futterfette (Calciumseife) für die Lieferung über Weiterverarbeitungsbetriebe in die Mischfutterindustrie
- technische Tierfette für die Lieferung in die chemische Industrie
- destillierte und fraktionierte Fettsäuren für die Lieferung in die chemische Industrie

### Beteiligungen
Harles und Jentzsch ist zu 100 % an dem 1995 gegründeten Unternehmen Protank – Produktions- und Tanklager – GmbH, Uetersen, beteiligt, sowie zu 50 % an der im Jahr 2000 gegründeten UNA-Synth Uetersener Naturstoffextraktion und Auftragssynthese GmbH, Uetersen. Geschäftsführer der Protank ist ebenfalls Siegfried Sievert, Geschäftsführer der UNA-Synth ist Wolfgang Petersen.

## Geschichte

### Bis 1993

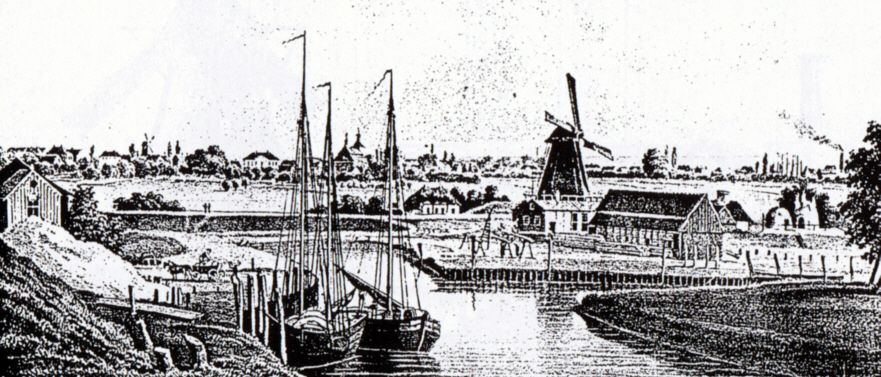
Die ehemalige Sägemühle in Uetersen am Klosterdeich (1860)

Das an dem Fluss Pinnau gelegene Betriebsgelände in Uetersen wird spätestens seit dem 19. Jahrhundert als Gewerbe- und Produktionsstandort genutzt, wobei Rohstoffe und Waren zeitweise auch per Schiff direkt über die in die Elbe mündende Pinnau an- beziehungsweise abtransportiert wurden. Eine an diesem Standort – am „Klosterdeich“ am rechten Pinnauufer – betriebene alte Sägemühle und eine Kalkbrennerei wurden 1854 vom Unternehmer und Agrarwissenschaftler Ludwig Meyn (1820–1878) übernommen, der dort eine Fabrik für Bau- und Düngemittel einrichtete. Nach einem Brand infolge einer Explosion Ende 1860, gab Meyn die Sägemühle und die Kalkproduktion auf, später betrieb er dort eine Fabrik für Kunstdünger.
Nach Meyns Tod wechselte die Fabrik mehrmals ihren Eigentümer und die Art der Produktion, bis Friedrich O. Hofmann dort 1910 eine Fischmehlfabrik einrichtete und diese bis 1943 betrieb. Nach ihm übernahm H. (Heinz) Wilhelm Schaumann (1903–1992) das „Extraktionswerk für Tierernährung“ und stellte im Auftrag der Kriegsmarine Eipulver her. Diese Produktion lief nach Kriegsende weiter, bis der Betrieb im Dezember 1946 stillgelegt wurde.
1947 nahm Schaumann das Tierernährungs-Extraktionswerk wieder in Betrieb und stellte aus Dorschlebern Ergänzungsfuttermittel her, speziell für die Schweinemast. 1962 kaufte Schaumann, inzwischen einer der größten Futterphosphatverarbeiter in Europa, die Hamburger Fettsäureproduktionsfirma Schmidt & Hagen. Er verlagerte deren Produktion nach Uetersen und die Futtermittelproduktion nach Hamburg. Unter dem neuen Firmennamen wurden in Uetersen jährlich etwa 40.000 Tonnen pflanzliche und tierische Fette, für deren Herstellung unter anderem Schlachtereien aus ganz Schleswig-Holstein und Niedersachsen Abfälle, Knochen, Speck und Talg toter Tiere anlieferten, zu zwanzig verschiedenen Futterzusatzmitteln verarbeitet. 1980 verkaufte Schaumann die Chemische Fabrik Schmidt & Hagen an den Düsseldorfer Henkel-Konzern, damals eines der größten fettverarbeitenden Unternehmen in Europa.
Von einer neuen Belegschaft mit neuem Management wurden in Uetersen weiterhin unter dem eingeführten Markennamen ESHA Futterfette und destillierte Fettsäuren produziert. Ende der 1980er-Jahre wurde eine neue Produktionsanlage für die Herstellung von Natriumseife für die Reinigung von Altpapier (Deinking) sowie von pansengeschütztem Fett für Wiederkäuer („Lipicafett“) installiert. Die flüssigen Futterfette wurden an Futtermittelhersteller in ganz Westdeutschland zur Weiterverarbeitung geliefert sowie ins europäische Ausland und in den Nahen Osten exportiert. Daneben befasste sich die Handelsabteilung von Schmidt & Hagen mit dem weltweiten Handel von Roh-, Halb- und Fertigprodukten auch fremder Hersteller, wie zum Beispiel Farbpigmente und Fotogelatine. Von 1981 bis 1984 investierte das Unternehmen rund fünf Millionen DM für Umweltschutzmaßnahmen und für den Bau von fünf Tankanlagen mit einer Lagerkapazität von insgesamt 1500 Tonnen.

### Übernahme durch Harles und Jentzsch
1993 trennte sich der Henkel-Konzern wieder vom Unternehmen, das inzwischen als Schmidt & Hagen GmbH & Co. KG firmierte, und verkaufte es an die bisherigen zwei Geschäftsführer, Harles und Jentzsch. Die Produktion destillierter Fettsäuren wurde Ende 1993 eingestellt, während Fette für die Tierernährung sowie Seifen für die umweltfreundliche Altpapierreinigung weiter produziert wurden. Das Unternehmen wurde fortan als Harles und Jentzsch GmbH geführt und der Unternehmenssitz wurde 1994 nach Uetersen verlagert.

### Dioxin-Skandal
Ende 2010 wurde bekannt, dass Harles und Jentzsch im November und Dezember 2010 mindestens 3.000 Tonnen dioxinbelastetes Tierfutterfett aus angeliefertem, belastetem Fett hergestellte und zur Weiterverarbeitung an Futtermittelhersteller in ganz Deutschland vertrieb. Die Rohstofflagerung sowie Vermischung und Auslieferung dieser Futterfette erfolgten nach den bisherigen Ermittlungen der Behörden durch das von Harles und Jentzsch damit beauftragte Speditionsunternehmen Lübbe Transport & Logistik im niedersächsischen Bösel. Die dioxinbelasteten Rohstoff-Fette kamen über den niederländischen Händler Olivet NV vom Biodieselhersteller Petrotec AG aus Emden, was Petrotec jedoch abstreitet.
Diesen 3.000 Tonnen belastetem Futterfett wurden insgesamt 150.000 Tonnen Futtermittel beigemischt, woraufhin bundesweit (in erster Linie in Niedersachsen) mehreren Tausend Legehennen-, Puten- und Schweinemastbetrieben aus Vorsorgegründen kurzfristig die Marktbelieferung untersagt wurde. Deutschland hat im Rahmen des Europäischen Schnellwarnsystems für Lebens- und Futtermittel im Januar 2011 mehrere Warnungen für Futtermittel ausgegeben.
Die Staatsanwaltschaften in Itzehoe und Oldenburg untersuchen Verstöße gegen das Lebens- und Futtermittelrecht. Im Rahmen der Ermittlungen wurden auch Durchsuchungen in Uetersen und Bösel vorgenommen. Eine Dioxinbelastung der von ihr produzierten und vertriebenen Futterfette war der Harles und Jentzsch GmbH bereits seit März 2010 durch die Ergebnisse der von ihr in Auftrag gegebenen Kontrollen eines Privatlabors bekannt. Ein Sprecher des Niedersächsischen Landwirtschaftsministeriums sagte, die beauftragte Spedition Lübbe habe keine Genehmigung gehabt, Fette für die Futtermittelherstellung zu lagern und zu mischen.
Am 12. Januar 2011 stellte die Harles und Jentzsch GmbH einen Insolvenzantrag.
Am 2. Februar 2012 teilte der eingesetzte Insolvenzverwalter mit, dass mit Billigung des Gläubigerausschusses die Betriebsstätten und die meisten der zehn Beschäftigten der GmbHs Harles und Jentzsch und Protank von der Firma OleoServ GmbH übernommen werden. OleoServ wurde zu diesem Zweck in Uetersen als neues, alleiniges und selbstständiges Tochterunternehmen der Hamburger Fritz Köster Handelsgesellschaft AG gegründet.
2013 erhob die Staatsanwaltschaft Itzehoe „wegen Betruges und Vergehens gegen das Lebensmittel- und Futtermittelgesetzbuch in 102 Fällen“ Anklage gegen die Geschäftsführer von Harles und Jentzsch. Das Landgericht Itzehoe stellte dieses Verfahren ein, da die Geschäftsführer nichts von den Verunreinigungen gewusst haben. Im September 2013 sprach das Oberlandesgericht Oldenburg einem Bauer Schadensersatz in Höhe von 43.000 Euro zu, weil dieser dioxinverseuchtes Futter verfüttert hatte, dieses Urteil wurde später vom Bundesverfassungsgericht aufgehoben.